# 妙安寺 (茨城県境町)
妙安寺（みょうあんじ）は、茨城県猿島郡境町にある真宗大谷派の寺院。

## 歴史
1232年（貞永元年）、成然によって開山された。成然は親鸞の高弟「二十四輩」の一人で、俗名「中村頼国」という九条家出身の人物であった。建保年間（1213年 - 1219年）、頼国は下総国猿島郡（現・茨城県猿島郡境町）の豪族長五郎（苗字は不詳）のところに身を寄せていた。そして常陸国茨城郡稲田（現・茨城県笠間市）に親鸞がいることを知り、九条家を通じて知り合いだったことから度々親鸞の下を訪れた。そして遂に親鸞に弟子入りし、「成然」を名乗ることになった。
長五郎のところに寄留している間、成然は同郡一ノ谷に寺を創建した。これが当寺の起源である。なお、成然（中村頼国）が当地に赴いたのは、この周辺が九条家の荘園だったからという。
その後、親鸞は都に帰還することになり、成然は親鸞の教示もあって、同郡三村（現・茨城県坂東市）の聖徳太子ゆかりの最頂院跡地に寺を創建した。これが三村の妙安寺である。また、起源を同じくする寺として前橋の妙安寺もある。両寺とも山号と院号が同じ「一谷山最頂院」であり、真宗大谷派に属している。
かつての境内は、現在地より500メートル南にあり、成然の墓もそこにある。

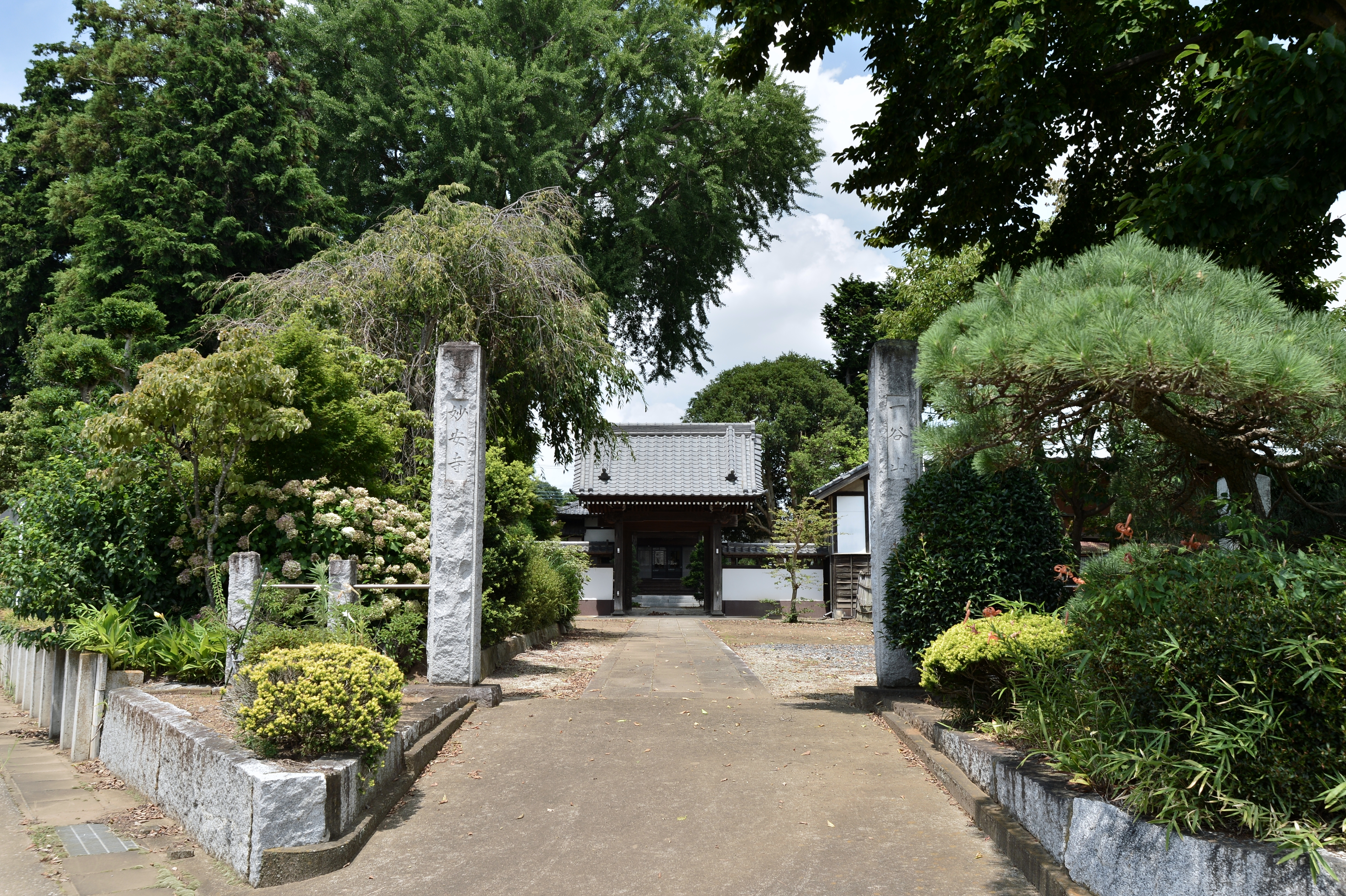
正面入口
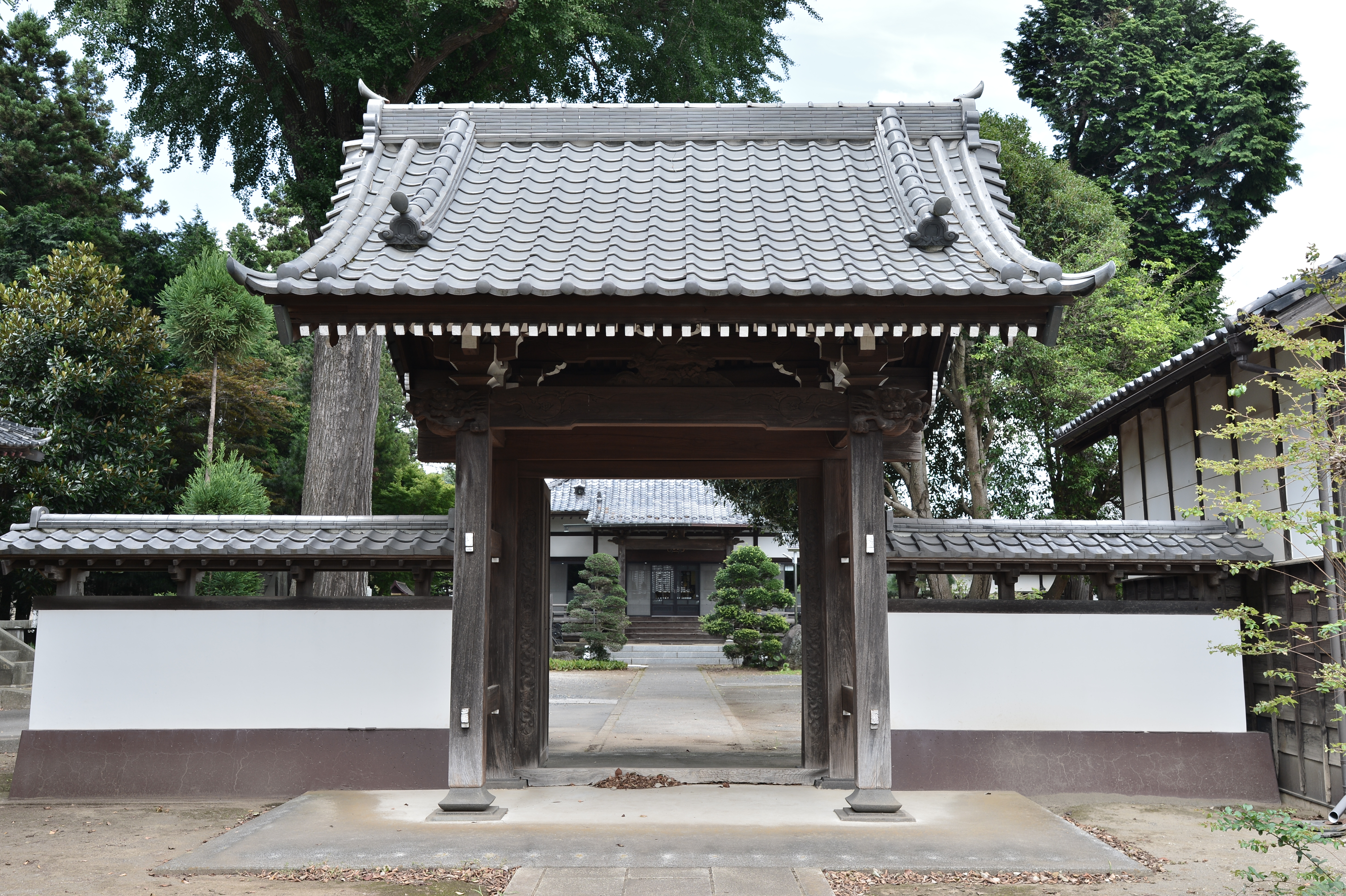
山門
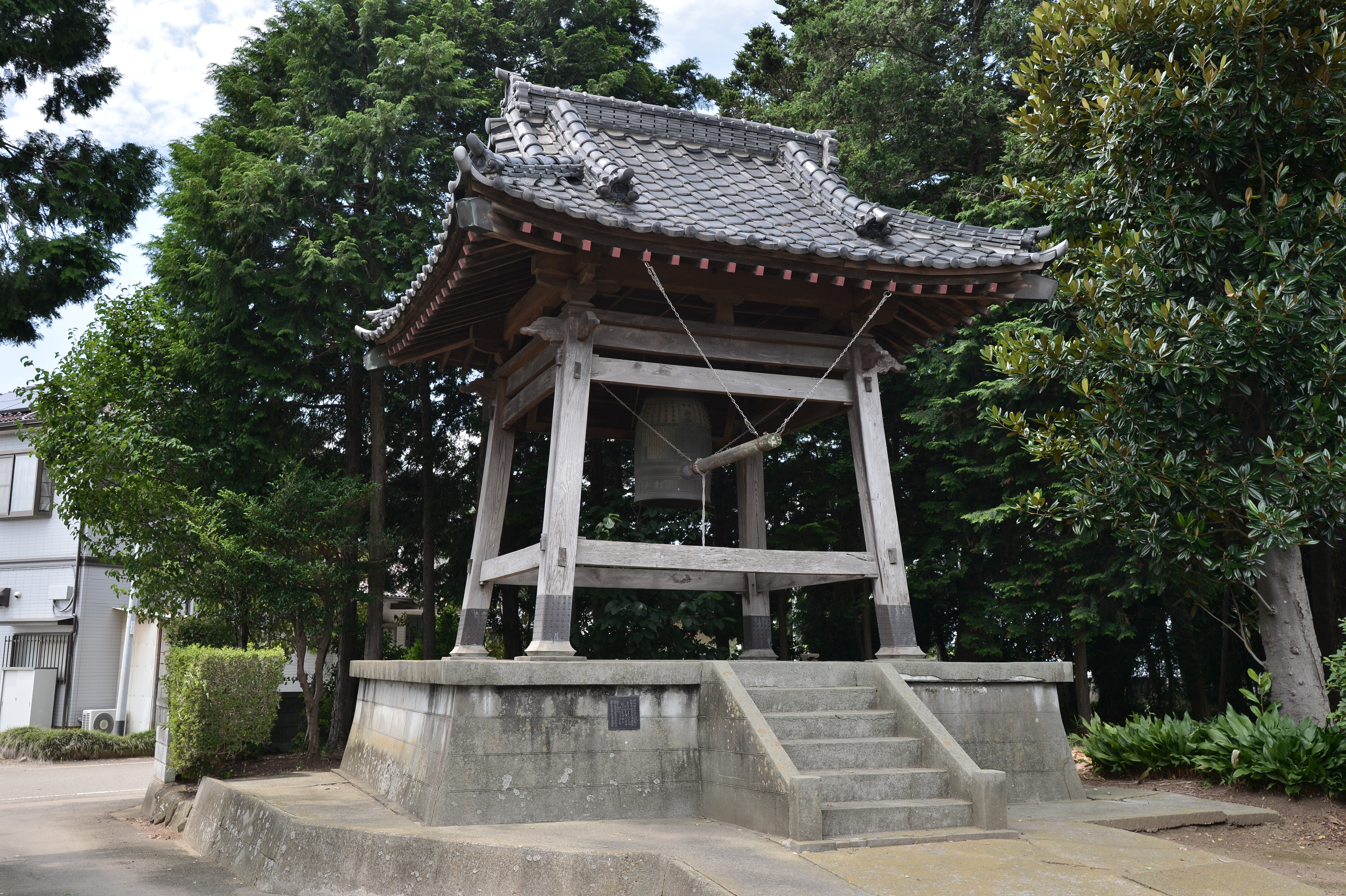
鐘楼

## 文化財
- 阿弥陀如来立像（境町指定文化財 平成17年1月25日指定）[4]

## 交通アクセス
- 境古河ICより車10分。